# Mas que nada
«Mas, que nada!» (lit. "Mas, que nada!" en español; ¡pero qué bobada!, contextualmente) es una canción escrita e interpretada por el músico brasileño Jorge Ben en su primer álbum, Samba Esquema Novo (1963).
La canción es famosa en todo el mundo con múltiples intérpretes y se volvió popular para generaciones de los años 2000 en Estados Unidos y Europa gracias a la versión grabada en 2006 por Sérgio Mendes y el grupo The Black Eyed Peas. En Estados Unidos es una de las canciones brasileñas más famosas. Actualmente en los Estados Unidos se conoce principalmente la versión de 2006 y no la de Jorge Ben; por el contrario en Brasil es más popular la primera versión.

## Significado de la expresión
"Mas, que nada" en portugués no significa "principalmente" sino que es una expresión del habla brasileña que equivale en español a "¡sí, estoy de acuerdo!". "Mas", sin tilde, significa "pero", al igual que en español. En el contexto de la canción esta frase significa "¡pero qué bobada!".

## Versiones de Sérgio Mendes
Sérgio Mendes tiene dos versiones populares de esta canción, la primera de 1966, junto a su banda Sérgio Mendes & Brasil '66 y la segunda del año 2006, junto al grupo The Black Eyed Peas.

### Versión de 1966
Es la primera canción del álbum debut de la banda Sérgio Mendes & Brasil '66, siendo la primera canción del álbum Herb Alpert Presents Sergio Mendes & Brasil '66, el álbum se encuentra en el Grammy Hall of Fame y Sergio ha dicho sobre "Mas que nada" en 2014:

"Fue la primera vez que una canción en portugués fue un éxito en Estados Unidos y en todo el mundo"

### Versión de 2006
En 2006, Mendes regrabó la canción junto al grupo estadounidense Black Eyed Peas. La nueva versión está incluida en su último trabajo Timeless. En Brasil, la canción es bastante conocida por ser el tema musical para el canal de televisión local Globo Estrelas. La versión junto a Black Eyed Peas también contiene una muestra de su éxito "Hey Mama". La versión consiguió grandes éxitos en Europa.
Cabe destacar que la canción original contiene ritmos de salsa y lambada. Mientras que la del 2006 es más de hip hop.

#### Vídeo musical
El videoclip de la versión de Black Eyed Peas fue estrenado en mayo de 2006. En él aparece Sérgio Mendes junto a Black Eyed Peas. El video comienza con Sérgio Mendes tocando el piano cuando era joven. Luego esta imagen se convierte en una fotografía y aparece Sergio en la actualidad. El videoclip transcurre en un pequeño bar brasileño en el que los cuatro miembros de Black Eyed Peas bailan y cantan al ritmo de la música. El vídeo finaliza con Sérgio Mendes tocando el piano mientras los Black Eyed Peas se acercan a él. Luego, esa imagen se convierte en una foto publicada en el periódico brasileño "Folha ilustrada" .

#### Lista de canciones
- Sencillo en CD

- - "Mas que nada" (feat. Black Eyed Peas ) 3:32
  - "Mas que nada" 2:41

- iTunes Single (29 de mayo)

- - "Mas que nada" [Radio Edit] 3:33
  - "Mas que nada" [Masters at Work Remix] 8:03
  - "Mas que nada" 2:39

## Otras versiones
- Tamba Trío, lanzada en el álbum "Avanço" (1963)
- Luis Enríquez (1964)
- Miriam Makeba, interpretada en "Francia en Vivo" (1964)
- Paulinho Nogueira, lanzada en el álbum "A Nova Bossa É O Violão" (1964)
- Walter Wanderley, lanzada en el álbum "Entre Nós" (1964)
- María Creuza, lanzada en el álbum "Yo... María  Creuza" (1971)
- Izumi Kobayashi, lanzada en el álbum "TROPICANA +1" (1983)
- Markú Ribas, lanzada en el álbum "Autóctone" (1991)
- Elis Regina, lanzada en el álbum "Elis Regina No Fino da Bossa - Ao Vivo" (1994)
- Wilson Simonal, lanzada en el álbum "Brasil" (1995)
- Léo Gandelman, lanzada en el álbum "Pérolas Negras" (1996)
- Milton Nascimento, lanzada en el álbum "Crooner" (1999)
- Wilson Simoninha, lanzada en el álbum "Volume 2" (2000)
- Ithamara Koorax, lanzada en el álbum "Serenade in Blue" (2001)
- Dom Um Romão, lanzada en el álbum "Lake of Perseverance" (2001)
- Marília Pera, lanzada en el álbum "Estrela Tropical" (2002)
- Pink Martini con Saori Yuki, lanzada en el álbum "1969" (2011)
- Nossa, lanzada en el álbum "Nossa" (2012).

## Actuación en listas
La regrabación de la canción se hizo popular en muchos países europeos. Es el primer gran éxito de Sérgio Mendes a nivel mundial. En el Reino Unido, la canción entró en el número 29 y subió hasta alcanzar el número 6 en su segunda semana en la tabla. Mas que nada ha conseguido llegar a la posición más alta de la tabla en varios países.
| Top (2006)                     | Mejor posición |
| ------------------------------ | -------------- |
| Alemania - Top 100 Singles     | 9              |
| Austria - Top 75 Singles       | 8              |
| Brasil - Top 40 Faixas Dance   | 11             |
| Francia - Top 100 Singles      | 40             |
| Países Bajos - Top 40 Singles  | 1              |
| Hungría - Top 40 Singles       | 1              |
| Perú - Top 100 Singles         | 30             |
| Reino Unido - UK Singles Chart | 6              |
| Israel Singles Chart           | 1              |
| República Checa - Top IFPI     | 6              |
| Suiza - Top 100 Singles        | 4              |
| Dutch Top 40                   | 1              |
| Portugal Top 40                | 12             |